# Liste de devises de navires et escadrilles de la marine des États-Unis
Liste de devises de navires et escadrilles de la marine des États-Unis

## Vaisseaux de la marine américaine
Liste non exhaustive

### Aircraft carriers(porte-avions)
- USS Enterprise (CVN-65) « To boldly go where no man has gone before » - de la série télévisée Star Trek (devise célèbre du USS Enterprise (NCC-1701))
- USS John F. Kennedy (CV-67)) « Date Nolite Rogare » (« Give, be unwilling to ask ») - du discours d'investiture du président John F. Kennedy
- USS Abraham Lincoln (CVN-72) « Shall Not Perish » - du discours de Gettysburg par Abraham Lincoln
- USS George Washington (CVN-73) « Spirit of Freedom »
- USS Harry S. Truman (CVN-75) « The Buck Stops Here » - devise personnelle du président Harry S. Truman
- USS Ronald Reagan (CVN-76) « Peace Through Strength » - d'un slogan du président Ronald Reagan

### Battleships(navires de guerre)
- USS New Jersey (BB-62) « Firepower for Freedom »
- USS Missouri (BB-63) « Vis Ad Libertatem » (« Power to liberate »)
- USS Wisconsin (BB-64) « Forward for Freedom »

### Destroyers(destroyers)
- USS Arthur W. Radford (DD-968) « Professionalism, Perseverance, & Preparedness »

### Frigates(frégates)
- USS Fahrion (FFG-22) « Tenacity »

### Attack submarines(sous-marins d'attaque)
- USS Seawolf (SSN-21) « Cave Lupum » (« Beware the Wolf »)
- USS Connecticut (SSN-22) « Arsenal of the Nation »
- USS Jimmy Carter (SSN-23) « Semper Optima » (« Always the Best »)
- USS Tunny (SSN-682) « Illegitimi Non Carborundum » (« Don't let the Bastards Get You Down »)
- USS Newport News (SSN-750) « Magni Nominus Umbra » (« In the Shadow of a Great Name »)
- USS Greenling (SSN-614) « Steel True and Blade Straight »
- USS Thresher (SSN-593) « Vis Tacita » (« Silent Strength »)
- USS Asheville (SSN-758) « Evil is our Middle Name »
- USS Greeneville (SSN-772) « Volunteers Defending Frontiers »
- USS Virginia (SSN-774) « Sic Semper Tyrannis » (« Ever So to Tyrants ») - devise de l'État de Virginie
- USS Texas (SSN-775) « Don't Mess with Texas! » - d'après un autre slogan célèbre au Texas.

### Fleet submarines(flotte de sous-marins)
- USS George Washington (SSBN-598) « Primus in Pace » (« First in Peace ») - de l'éloge de George Washington par Lighthorse Harry Lee : « First in war, first in peace, first in the hearts of his countrymen. »
- USS Patrick Henry (SSBN-599) « Liberty or Death » - du célèbre discours de Patrick Henry à la Chambre des Bourgeois de Virginie
- USS Sam Houston (SSBN-609) « Try Me » - d'une citation fameuse de Sam Houston
- USS Thomas A. Edison (SSBN-610) « Potentia Tenebras Repellendi » (« Power to push away the darkness ») - analogie avec l'invention de la lampe électrique
- USS John Marshall (SSBN-611) « Veritas Vincit » (« Truth Conquers »)
- USS Thomas Jefferson (SSBN-618) « Hostility Against Tyranny »
- USS Andrew Jackson (SSBN-619) « One Man with Courage is a Majority » - citation d'Andrew Jackson
- USS James Monroe (SSBN-622) « Watchful Waiting »
- USS Daniel Webster (SSBN-626) « Liberty and Union » - discours célèbre de Daniel Webster dans le débat Webster–Hayne
- USS Tecumseh (SSBN-628) « United for Freedom »
- USS Daniel Boone (SSBN-629) « New Trails to Blaze » - de l'occupation d'explorateur de Daniel Boone
- USS John C. Calhoun (SSBN-630) « For Peace Ready »
- USS Stonewall Jackson (SSBN-634) « Strength Mobility »
- USS Simon Bolivar (SSBN-641) « Without Fear, Without Reproach »
- USS George Bancroft (SSBN-643) « Pax Per Scientiam » (« Peace Through Knowledge »)
- USS George C. Marshall (SSBN-654) « Patience not Weakness » (devise non officielle de l'équipage : « Patience my ass »)
- USS George Washington Carver (SSBN-656) « Strength Through Knowledge »
- USS Henry M. Jackson (SSBN-730) « Defender of Freedom »
- USS Alaska (SSBN-732) « Alert, Confident, Able »
- USS Tennessee (SSBN-734) « America at its Best »

### Mine warfare craft'(navires anti-mines)
- USS Defender (MCM2) « Secure the Course »
- USS Sentry (MCM3) « Sentinel of the Sea » - tiré de son nom
- USS Champion (MCM4) « We Accept the Challenge » - de son nom
- USS Patriot (MCM-7) « Fortune Favors the Brave »
- USS Scout (MCM8) « Pathfinders - We Lead the Way » - de son nom
- USS Warrior (MCM10) « Full Speed Ahead »
- USS Gladiator (MCM11) « Momentum Consultum » (« Deliberate Urgency »)
- USS Ardent (MCM-12) « igneus et fervens » (« Fiery and Fervent »)
- USS Chief (MCM14) « Honor, Tradition, Valor »

### Auxiliary ships(navires auxiliaires)
- USS Vulcan (AR5) « Service to the Fleet »
- USS Jason (AR8) « Ready, Willing, Able »
- USS Shasta (AE33) « Anytime, Anywhere »
- Squadrons : escadrilles
- VA-176 « Thunderbolts »
- VF-1 « Wolfpack » (surnom)
- VF-21 « Freelancers »
- VF-24 « Fighting Renegades »
- VF-33 « Starfigthers », « Fighting-33 »
- VF-51 « Screaming Eagles »
- VF-74 « Be-Devilers »
- VF-101 « Grim Reapers »
- VFA-2 « Bounty Hunters »
- VFA-14 « The Oldest and the Boldest », « Tophatters »
- VFA-41 « Fighting Fort One », « Black Aces »
- VFA-213 « Blacklions » (surnom)